# Siemion Kurkotkin
Siemion Konstantinowicz Kurkotkin, ros. Семён Константинович Куркоткин (ur. 31 stycznia?/13 lutego 1917 we wsi Zagrudnaja, zm. 16 września 1990 w Moskwie) – radziecki dowódca wojskowy, marszałek Związku Radzieckiego (1983), zastępca ministra obrony ZSRR – szef Tyłów Sił Zbrojnych ZSRR, Bohater Związku Radzieckiego (1980), członek Komitetu Centralnego KPZR, deputowany do Rady Najwyższej ZSRR 8., 9., 10. i 11. kadencji (1970–1989).

## Życiorys
Urodził się 13 lutego 1917 we wsi Zagrudnaja, pow. Ramienskoje w obwodzie moskiewskim. W 1936 ukończył technikum przemysłowo-pedagogiczne, w 1939 Oficerską Szkołę Wojsk Pancernych w Orle, a w 1941 Szkołę Oficerów Politycznych. W 1943 ukończył kurs doskonalenia oficerów, w 1951 Akademię Wojsk Pancernych i Zmechanizowanych, a w 1958 Wojskową Akademię Sztabu Generalnego.
Służbę w siłach zbrojnych rozpoczął 1 września 1937. Po ukończeniu szkoły oficerskiej był zastępcą dowódcy kompanii do spraw politycznych (od września 1939 do października 1940). Tę samą funkcję pełnił w czasie wojny z Niemcami – od sierpnia 1941 do stycznia 1942. Następnie do października 1942 był komisarzem politycznym batalionu. Kolejne funkcje to: dowódca batalionu – do grudnia 1942, zastępca dowódcy pułku – do czerwca 1943, zastępca oraz pełniący obowiązki dowódcy brygady pancernej na 1 Froncie Ukraińskim – do maja 1945.
Po wojnie pełnił służbę kolejno: dowódca pułku czołgów – do października 1946, zastępca dowódcy dywizji pancernej – do grudnia 1952, dowódca 10 Gwardyjskiej Dywizji Pancernej w Altengrabow – od 1 grudnia 1952 do 29 października 1956. Następnie studiował w Wojskowej Akademii Sztabu Generalnego. Od 24 lutego 1959 do 7 czerwca 1960 dowódca 6 Korpusu Armijnego w Stalingradzie, następnie do 28 stycznia 1965 dowódca 5 Gwardyjskiej Armii Pancernej w Bobrujsku, do 7 lipca 1965 - dowódca 2 Gwardyjskiej Armii Pancernej w Dreźnie, do 18 sierpnia 1966 - dowódca 3 Armii Ogólnowojskowej w Magdeburgu. Następnie do kwietnia 1968 był I zastępcą Głównodowodzącego Grupy Wojsk Radzieckich w Niemczech, do września 1971 dowódca Zakaukaskiego Okręgu Wojskowego, do lipca 1972 Głównodowodzący Grupy Wojsk Radzieckich w Niemczech.
Od lipca 1972 do kwietnia 1988 był zastępcą ministra obrony ZSRR – szefem Tyłów Sił Zbrojnych ZSRR. Od maja 1988 do września 1990 generalny inspektor w grupie generalnych inspektorów ministerstwa obrony ZSRR.
Od 1940 członek WKP(b), od 1976 członek Komitetu Centralnego KPZR, w latach 1970–1989 deputowany do Rady Najwyższej ZSRR od 8. do 11. kadencji.
Zmarł 16 września 1990 w Moskwie i został pochowany na Cmentarzu Nowodziewiczym.

## Awanse
- pułkownik – 20 kwietnia 1950
- generał major wojsk pancernych – 3 maja 1955
- generał porucznik wojsk pancernych – 22 lutego 1963
- generał pułkownik – 24 lutego 1967
- generał armii – 3 listopada 1972
- marszałek Związku Radzieckiego – 25 marca 1983

## Odznaczenia
- Medal „Złota Gwiazda” Bohatera Związku Radzieckiego (18 lutego 1981)
- Order Lenina – pięciokrotnie (31 października 1967, 11 lutego 1977, 31 maja 1980, 18 lutego 1981, 19 lutego 1986)
- Order Rewolucji Październikowej (4 maja 1972)
- Order Czerwonego Sztandaru – trzykrotnie (19 lutego 1942, 31 stycznia 1943, 7 października 1944)
- Order Kutuzowa II klasy (6 kwietnia 1945)
- Order Bohdana Chmielnickiego II klasy (31 maja 1945)
- Order Wojny Ojczyźnianej I klasy – dwukrotnie (18 maja 1944, 6 kwietnia 1985)
- Order Czerwonej Gwiazdy (20 kwietnia 1953)
- Order „Za służbę Ojczyźnie w Siłach Zbrojnych ZSRR” III stopnia (30 kwietnia 1975)
- Medal „Za wyróżnienie w ochronie granic państwowych ZSRR”
- Medal „Za wyzwolenie Pragi”
- Medal „Za umacnianie braterstwa broni”
- Order Czerwonego Sztandaru (1969, ČSSR)
- Order Suche Batora (1981, Mongolia)
- Order Czerwonego Sztandaru (1971, Mongolia)
- Order Scharnhorsta – dwukrotnie (1972, 1985 NRD)
- Złoty Order Zasług dla Ojczyzny (1972, NRD)
- Krzyż Komandorski Orderu Odrodzenia Polski (1968, Polska)
- Krzyż Walecznych (1968, Polska)
- Order Tudora Władimiresku I klasy (1974, Rumunia)